# آنتون رباط
آنتون رَبّاط (به عربی: أنطون الربّاط) (۱۸۶۷ – ۱۹۱۳) کشیش و نویسنده سوری بود. کلیساهای شرق از سدهٔ شانزدهم میلادی در دوجلد، هارون‌الرشید و برمکیان (رمان)، زندگی قدیس آنتونیوس کبیر از آثار اوست.